# Schistura sikmaiensis
Schistura sikmaiensis är en fiskart som först beskrevs av Hora 1921.  Schistura sikmaiensis ingår i släktet Schistura och familjen grönlingsfiskar. IUCN kategoriserar arten globalt som livskraftig. Inga underarter finns listade i Catalogue of Life.